# Малый Сыр
Малый Сыр — река восточных предгорий Кузнецкого Алатау, приток р. Большой Сыр (бассейн р. Абакан). Протекает по лесостепной и степной территории Аскизского района Хакасии. Длина — 22 км. Исток — выходы грунтовых вод на южном склоне хребта Саксары.
В нижнем течении находится аал Сиры.

## Данные водного реестра
По данным государственного водного реестра России относится к Енисейскому бассейновому округу. Речной бассейн реки — Енисей, речной подбассейн реки — Енисей между слиянием Большого и Малого Енисея и впадением Ангары, водохозяйственный участок реки — Енисей от Саяно-Шушенского гидроузла до впадения реки Абакан.